# K-554 Emperador Aleksandr III
El Emperador Aleksandr III (en ruso : Император Александр III) es un submarino de misiles balísticos de propulsión nuclear de la clase Borei actualmente en construcción para la Armada rusa. El submarino lleva el nombre de Alejandro III de Rusia y fue botado el 29 de diciembre de 2022.
Se informó que el barco estaba cerca de concluir sus pruebas estatales en el mar a partir de noviembre de 2023. Entró en servicio el 11 de diciembre de 2023.